# Макс Холоуей
Джером Макс Холоуей (на английски: Max Holloway) е американски ММА боец от щата Хавай.
Състезава се в лека категория на шампионата по смесени бойни изкуства UFC. Холоуей е настоящ световен шампион на UFC в лека категория.

## Кратка биография
Холоуей е роден на 4 декември 1991 г. в Хонолулу, има хавайско-самоански произход. Завършва гимназията „Уайнае“ в Хонолулу през 2010 г., там започва да тренира кикбокс.